# World Branding Forum
World Branding Forum (Всемирный форум по брендингу, WBF) — глобальная некоммерческая организация, базирующаяся в Лондоне. Реализует различные программы, проводит конференции, мастер-классы и семинары. Управляет отделом новостей и публикует новости на своем веб-сайте. Также является информационным партнером для различных отраслевых мероприятий. WBF ежегодно присуждает отраслевую премию World Branding Awards.

## История

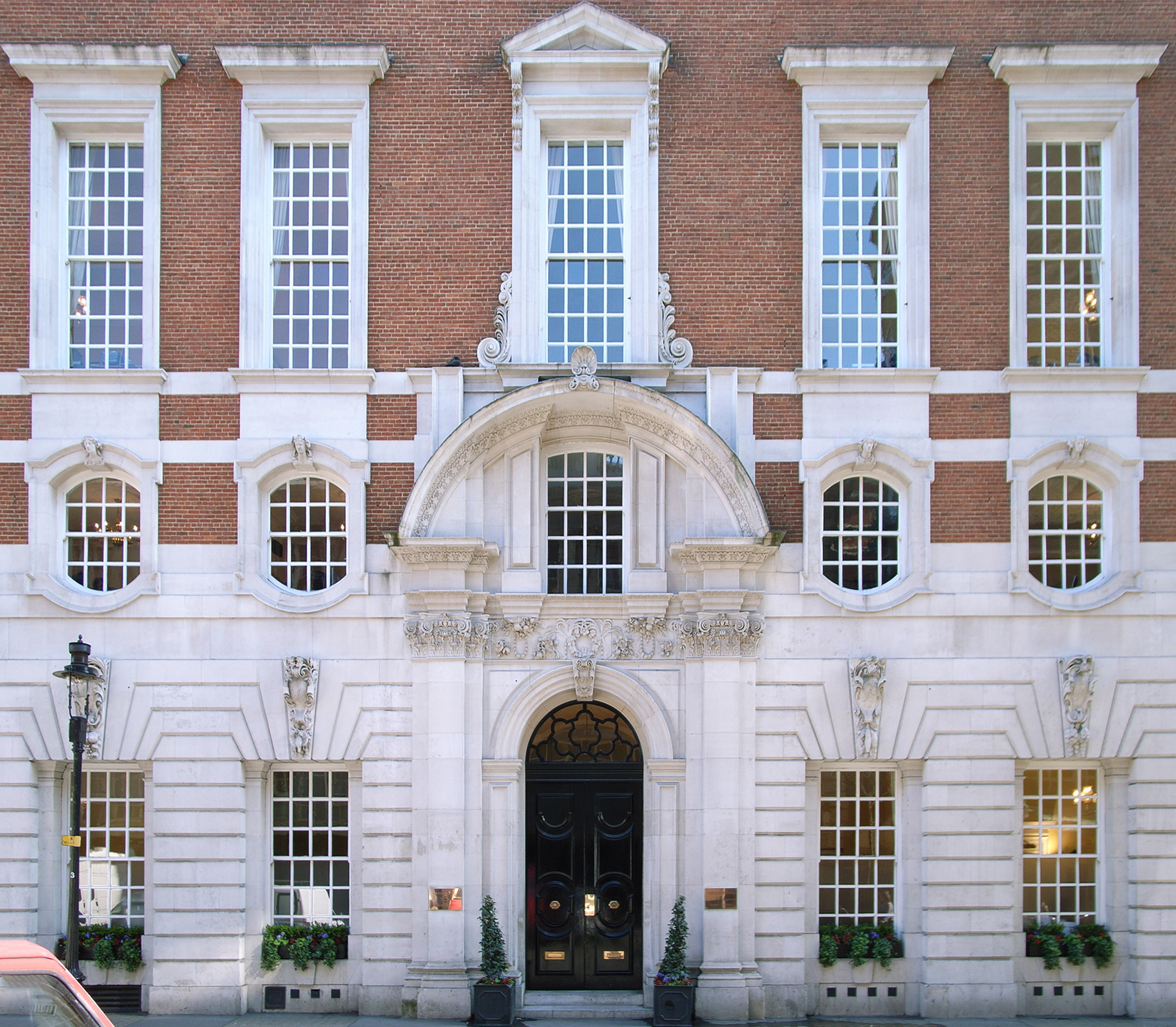
Офис WBF в Ковент-Гардене

World Branding Forum — глобальная некоммерческая организация, цели и деятельность которой заключаются в повышении стандартов брендинга, а также отрасли, включая тех, кто занимается брендингом, дизайном, маркетингом, рекламой, связями с общественностью и коммуникациями во всем мире. Председателем WBF является Ричард Роулз, а бренд-стратег Питер Пек — исполнительный директор.
Штаб-квартира организации находится в Hudson House, здании, внесенном в список памятников архитектуры 2 степени в лондонском Ковент-Гардене.

## Программы
Организация реализует различные программы, в том числе исследования брендов и рынка, программу разработки передовых стандартов и образовательные программы для студентов. Также проводятся различные конференции, организуются мастер-классы и семинары.

## Спонсорство
В 2014 году WBF спонсировала конференцию Гарвардского проекта азиатских и международных отношений (HPAIR) в Университете Кэйо, Токио, Япония. На конференции выступили такие докладчики, как Генеральный секретарь ООН Пан Ги Мун, бывший премьер-министр Австралии Кевин Радд, директор Института Земли профессор Джеффри Сакс, бывший президент Республики Южная Корея, лауреат Нобелевской премии мира 2000 года Ким Дэ Чжун и директор Всемирного экономического форума по Азии Фрэнк Юрген Рихтер. В 2016 году WBF спонсировала конференцию HPAIR, которая проводилась в Китайском университете Гонконга.
В 2015 году WBF спонсировала образовательную программу в Музее брендов, упаковки и рекламы. В 2014 году более 10 000 студентов посетили образовательные сессии в музее.
Также был предоставлен спонсорский грант Дискуссионному обществу Оксфордского университета.

## World Branding Awards

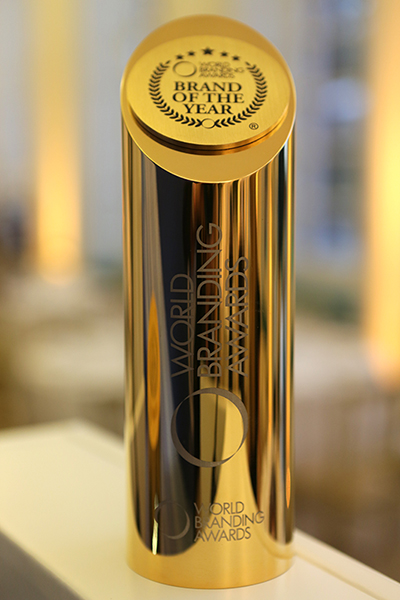
Награда, вручаемая с присуждением World Branding Awards, экспонируется в Музее брендов, упаковки и рекламы в Лондоне

World Branding Forum является организатором World Branding Awards — международной награды, вручаемой лучшим мировым и национальным брендам за их работу и достижения в области бренд-менеджмента. WBF также является владельцем логотипа награды «Бренд года» («„Brand of the Year“»), который является зарегистрированным товарным знаком.
Существует три уровня наград: глобальная премия присуждается международным брендам, представленным в десяти или более странах, на трех или более континентах, и ограничивается 100 лучшими мировыми брендами в любой конкретный год; региональная награда вручается брендам, занимающим лидирующие позиции в нескольких странах определенного географического региона; и национальная премия, которая вручается самым ведущим брендам стран-участниц. Бренды, ставшие победителями в мировом масштабе, больше не награждаются на национальном уровне.
Вручаемая награда выставлена в Музее брендов, упаковки и рекламы в Лондоне.
Первые награды были вручены в Лондоне и Париже, а первая церемония награждения прошла в Лондоне в 2014 году в здании Whitehall Court. Вторая церемония награждения состоялась в Hilton Paris Opera.
Церемонии награждения 2015, 2016 и 2017 годов проходили в Кенсингтонском дворце в Лондоне. В 2017 году во дворце Хофбург в Вене прошло награждение, посвященное брендам, связанным с домашними и дикими животными. Награждение «с американским уклоном», в которое вошли бренды из Северной и Южной Америки и стран Карибского бассейна, проводилось в 2018 году в отеле «Плаза» на Пятой авеню в Нью-Йорке.

## СМИ и партнерство
World Branding Forum управляет отделом новостей, в котором работает команда авторов, публикующих новости отрасли на своем веб-сайте. WBF также является официальным информационным партнером различных отраслевых мероприятий, включая Международный творческий фестиваль «Каннские львы», Саммит по рекламе в реальном времени (Real-Time Advertising Summit), Азиатский саммит CMO и CHARGE, конференцию по брендингу в сфере энергетики в Исландии.